# Johann George Hossauer
Johann George Hossauer (* 5. Oktober 1794 in Berlin; † 14. Januar 1874 ebenda) war ein Hofgoldschmied, Unternehmer und Erfinder.

## Leben
Nach dem Besuch einer jüdischen Schule ging Johann George Hossauer in eine Klempnerlehre. 1815 lernte er in Paris ein neues Verfahren zur Herstellung leichter Gegenstände aus Metall kennen und fand daraufhin Anstellung in der Berliner Bronzefabrik Werner & Mietke. Von 1817 bis 1819 absolvierte Hossauer eine Lehre bei dem Pariser Goldschmied Henri de Ruolz und wurde 1818 contre maître in der Manufaktur von Tourot dem Älteren.
Nach Berlin zurückgekehrt erhielt er 1819 durch den preußischen König Friedrich Wilhelm III. finanzielle Unterstützung bei der Einrichtung einer „Fabrik für Waren aus Platina, Gold, Silber, Bronze und gold- und silberplattiniertem Kupfer nach Englischer Art“ die später um 100 Mitarbeiter zählte. Hossauer entwickelte in seiner Firma die serienmäßige Herstellung plattierter Waren mit Hilfe einer Drehbank und Prägewerk (Balancier). Zudem arbeitete er mit Karl Friedrich Schinkel eng zusammen, dessen Entwürfe er auch noch nach dem Tod des vielseitigen Architekten 1841, in zahlreichen Varianten ausführte. Hossauer fertigte auch für Friedrich August Stüler sowie Wilhelm Stier und lieferte Modelle für die königlichen Eisengießereien in Berlin und Gleiwitz, wo er Statuetten und Vasen gießen ließ. Die moderne Serienproduktion Hossauers entsprach den Bemühungen Schinkels und Peter Christian Wilhelm Beuths, das Handwerk zu fördern und moderne Fertigungsmethoden einzuführen. Für die Vorreiterrolle bezeichnete Schinkel ihn als „den geschicktesten und einzigen in Berlin, der die neuesten technischen Hilfsmittel besitze und anwende, und dem er mehrere Zeichnungen zu Pokalen bereits früh geliefert“ habe. Hossauer erhielt bereits auf einer der ersten Gewerbeausstellungen in Berlin 1822 die goldene Preismedaille. 1826 verlieh ihm Friedrich Wilhelm III. den Titel Goldschmied Seiner Majestät des Königs. 1855 wurde er als Preisrichter auf die Weltausstellung in Paris berufen. 1845 verkaufte er ein Patent für ein Galvanisierungsverfahren an Werner von Siemens. Da Hossauer ohne männlichen Erben blieb, gab er seine Firma 1858 auf und übertrug sie ab 1859 dem Hofgoldschmied Emil August Albert Wagner, der bei ihm von 1842 bis 1846 das Goldschmiedehandwerk gelernt hatte, und dem Kaufmann Francois Louis Jeremie Sy. Die Firma Hossauer firmierte daraufhin bis 1933 unter dem Namen Sy & Wagner (ab 1934 „Vereinigte Juweliere GmbH“).

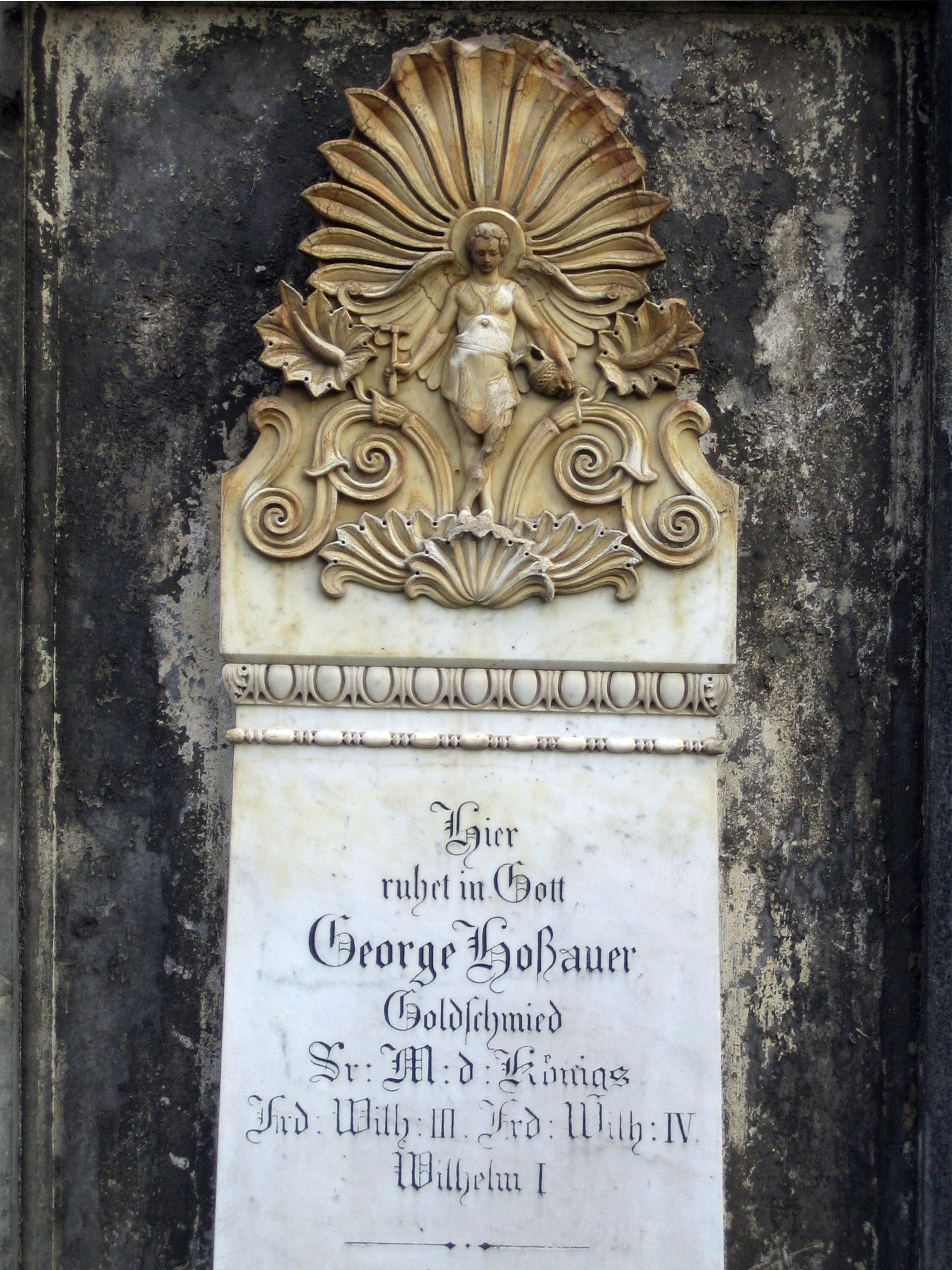
Hossauers Grabstein

Als bedeutendster Berliner Goldschmied seiner Zeit erhielt Johann George Hossauer zahlreiche Aufträge vom preußischen Hof. Neben der geschäftlichen Verbindung wurde ihm persönliche Wertschätzung zuteil, als Prinz Carl von Preußen die Patenschaft bei der Taufe seiner Tochter Marie Caroline Wilhelmine übernahm, die aus Hossauers erster Ehe mit Henriette Wilhelmine Hanff stammte.
Johann George Hossauers Grabstätte ist auf dem Friedhof der Dorotheenstädtischen und Friedrichswerderschen Gemeinden in Berlin-Mitte. 1930 wurde der Hossauerweg im Berliner Ortsteil Marienfelde, Bezirk Tempelhof-Schöneberg nach ihm benannt.

## Werke (Auswahl)
- Zahlreiche Silberarbeiten im Auftrag des preußischen Königshauses, unter anderem:
  - 1827 Silbernes Tafelservice „nach englischen Formen“ und sechs Kandelaber in vergoldeter Bronze (verschollen) anlässlich der Hochzeit des Prinzen Carl von Preußen mit Marie von Sachsen-Weimar
  - 1827 Silberner Tafelaufsatz nach Vorbild der sogenannten Warwick-Vase für Prinz Carl von Preußen. Entwurf: Karl Friedrich Schinkel
  - 1831 Taufbecken und Kanne. Im Auftrag der königlichen Familie für die Garnisonkirche in Potsdam. Entwurf: Karl Friedrich Schinkel
- 1827 Paradepauken für das Kürassierregiment Nr. 8, Berlin („Die Pauken der Mählsäck“). Im Auftrag des Großherzogs Carl August von Sachsen-Weimar-Eisenach
- 1829 silberner Zweig mit Rosen. Ein Geschenk Hossauers an Alexandra Fjodorowna zur Erinnerung an das Fest Der Zauber der Weißen Rose anlässlich ihres 31. Geburtstags im Neuen Palais, Potsdam. Staatliches Museum-Reservat, Peterhof
- 1830 silberner Pokal zur Erinnerung an das Fest Der Zauber der Weißen Rose nach dem Entwurf von Karl Friedrich Schinkel, im Auftrag des Herzogs Karl von Mecklenburg für das Turmzimmer im Schloss Monbijou. Zwei gleiche Pokale fertigte Hossauer für Friedrich Wilhelm III. und Zarin Alexandra Fjodorowna
- 1831 Silbervergoldeter Kelch und Patene für die Kirche im Ortsteil Marsow der Gemeinde Vellahn, Mecklenburg-Vorpommern
- Abendmahlskanne für die Klosterkirche in Dobbertin, Mecklenburg-Vorpommern
- Patene für die Kirche in Bergrade
- Sechs silberplattierte Leuchter für den Dom in Frauenburg (Ostpreußen), heute: Frombork
- 1840 Huldigungsschild. Von der Stadt Berlin an Friedrich Wilhelm IV. anlässlich dessen Krönung. Entwurf: Wilhelm Stier
- 1848 Zwei silberne Leuchter für die Kirche in Weitendorf
- 1857 Oblatenschüssel für die evangelische Kirche in Tannsee (Kreis Marienburg, heute: Malbork)
- 1857 Ehrenhelm. Entwurf: Friedrich August Stüler
- Monstranz für die katholische Pfarrkirche Stuhm (Westpreußen), heute: Sztum